# قرن الجرباء (الوضيع)

تعديل مصدري - تعديل

قرن الجرباء هي إحدى قرى عزلة  الوضيع بمديرية الوضيع التابعة لمحافظة أبين، بلغ تعداد سكانها 68 نسمة حسب تعداد اليمن لعام 2004.